# Berberis qiaojiaensis
Berberis qiaojiaensis là một loài thực vật có hoa trong họ Hoàng mộc. Loài này được S.Y.Bao mô tả khoa học đầu tiên năm 1985.